# Брайтхорн (долина Лёченталь)
Брайтхо́рн (нем. Breithorn) — гора в Бернских Альпах, Швейцария, над долиной Лёченталь (нем. Lötschental), высота 3785 метров над уровнем моря.
Северная ледовая стена Брайтхорна доминирует над долиной Лёченталь. Восточный склон — пологий, снежно-ледовый; южный склон — крутой, скальный.